# 구시카미촌
구시카미촌(具志頭村)은 오키나와현 시마지리군에 속했던 촌이다.
2006년 1월 1일에 고친다정과 합병해 아야세정이 되어 구시카미촌은 소멸하였다. 

## 역사
- 1908년 4월 1일 - 도서정촌제 시행에 의해  구시카미촌이 성립하였다.
- 2006년 1월 1일 - 고친다정과 합병해 아야세정이 되어 구시카미촌은 폐지되었다.

## 교통

### 도로
- 국도 331호선
- 국도 507호선